# 集贤街道 (沈阳市)
集贤街道，曾是中华人民共和国辽宁省沈阳市和平区下辖的一个乡镇级行政单位。2019年12月，撤销集贤街道，管辖区域合并至马路湾街道。

## 行政区划
集贤街道下辖以下地区：
。